# Anomoea flavokansiensis
Anomoea flavokansiensis är en skalbaggsart som beskrevs av Harold Norman Moldenke 1970. Anomoea flavokansiensis ingår i släktet Anomoea och familjen bladbaggar. Inga underarter finns listade i Catalogue of Life.